# Old Fold Manor Golf Club House

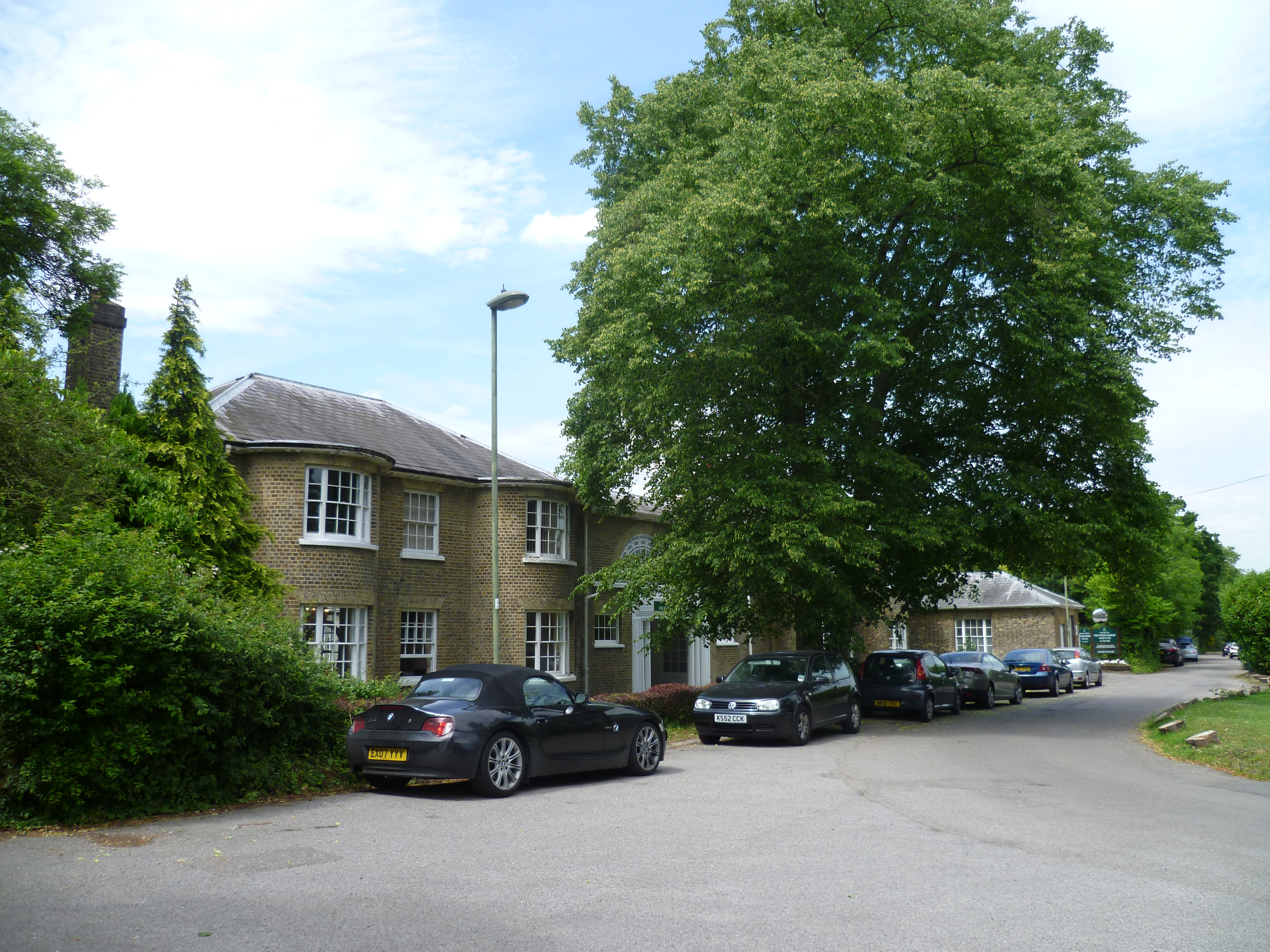
Old Fold Manor Golf Club

Old Fold Manor Golf Club House, no bairro londrino de Barnet, é um edifício listado como grau II.

Old Ford Manor foi fundado em 1910 pelo visconde Enfield. Acredita-se que o clube foi construído no campo de batalha da Batalha de Barnet.